# Veteran (film)
Veteran (베테랑?, BeterangLR) è un film del 2015 scritto e diretto da Ryoo Seung-wan.

## Trama
Seo Do-cheol è un giovane investigatore che – pur avvalendosi spesso di metodi bruschi – si caratterizza per la sua grande onestà; quando scopre che Jo Tae-oh, milionario viziato, dal carattere volubile e dipendente da droghe, ha picchiato a sangue un suo conoscente e ha tentato di fingerne il suicidio, decide così di intraprendere una vera e propria "battaglia" per assicurarlo alla giustizia. Malgrado i suoi colleghi cerchino di sostenerlo, l'operazione si rivela ben più ardua del previsto: Tae-oh gode infatti di numerose conoscenze, anche all'interno della polizia, e mediante il suo denaro tenta di far insabbiare l'intera vicenda e persino di far uccidere Do-cheol. Dopo un rocambolesco inseguimento, Do-cheol riesce infine ad assicurare alla giustizia Tae-oh e i suoi collaboratori, che si ritrovano a dover scontare una pena assai severa; Bae, la persona che Tae-oh aveva cercato di eliminare, esce invece dal coma e può continuare a vivere con la propria famiglia.

## Distribuzione
In Corea del Sud la pellicola è stata distribuita dalla CJ Entertainment a partire dal 5 agosto 2015; in Italia la pellicola è stata distribuita dalla Eagle Pictures direttamente in DVD tramite l'etichetta Blue Swan, a partire dall'11 maggio 2016.

### Edizione italiana
Il doppiaggio italiano di Veteran è stato effettuato presso la Videodelta di Torino, con la direzione di Germana Pasquero e Donato Sbodio, assistiti da Valeria Lombardi. I dialoghi della pellicola sono a cura di Kim Turconi, Rita Pasci e Chiara Toscan; i fonici di doppiaggio sono Brando Testa e Luca Colarelli, mentre Gunnar Girardi si è occupato del missaggio.